# Kecamatan Panimbang
Kecamatan Panimbang är ett distrikt i Indonesien.   Det ligger i provinsen Banten, i den västra delen av landet, 120 km väster om huvudstaden Jakarta.